# 刘炳江
刘炳江（1964年5月—），男，汉族，中华人民共和国政治人物。曾任中华人民共和国生态环境部大气环境管理司司长。第十二、十三、十四届全国政协委员。2023年6月，任生态环境部总工程师。
博士研究生，民建第十一、十二届中央委员会常务委员。